# Floris I. Holandský
Floris I. Holandský (asi 1020/1030 – 28. června 1061) byl holandský hrabě v letech 1049–1061.
Byl synem Dětřicha III. Holandského a Othelindy. Kolem roku 1050 se oženil s Gertrudou, dcerou saského vévody Bernarda II. a Eiliky ze Schweinfurtu. Floris zahynul roku 1061 v konfliktu s Ekbertem Míšeňským a ovdovělá Gertruda se stala regentkou nezletilého syna Dětřicha. Po dvou letech vdovství, kdy musela odolávat snaze utrechtského biskupa o získání západního Fríska, se v roce 1063 znovu provdala za Roberta, mladšího syna flanderského hraběte Balduina V.

## Potomci
- Albrecht (* asi 1051) – kanovník v Lutychu
- Dětřich V. (asi 1052 Vlaardingen – 17. června 1091).
- Petr (* asi 1053) – kanovník v Lutychu
- Berta (asi 1055 – 1094 Montreuil-sur-Mer) ∞ 1072 Filip I. Francouzský
- Floris (* asi 1055) – kanovník v Lutychu
- Matylda (* asi 1057)
- Adéla (* asi 1061) ∞ Balduin I. z Guînes